# Sturegymnasiet
Sturegymnasiet – szwedzka szkoła średnia znajdująca się w Halmstad.
W szkole uczył się między innymi szwedzki muzyk Basshunter i reżyser Jesper Ganslandt.